# 風動石
風動石是一種自然奇观，通指是倾斜悬立在崖邊上的巨石，與地面接觸面積小，風吹则石動而搖搖欲墜，卻又難以跌落懸崖。
風動石多屬花岗岩，下重上輕，有點類似不倒翁。世界各地有許多景點都有風動石的奇景。例如印度的飛來石，中國普陀山的磐陀石。缅甸孟邦境内有風動石，是悬崖边上的一块巨石，风吹时會随风摇动，缅甸人將此巨石奉为神石，並漆成金色，前往朝拜的旅客络绎不绝。

## 著名的风动石

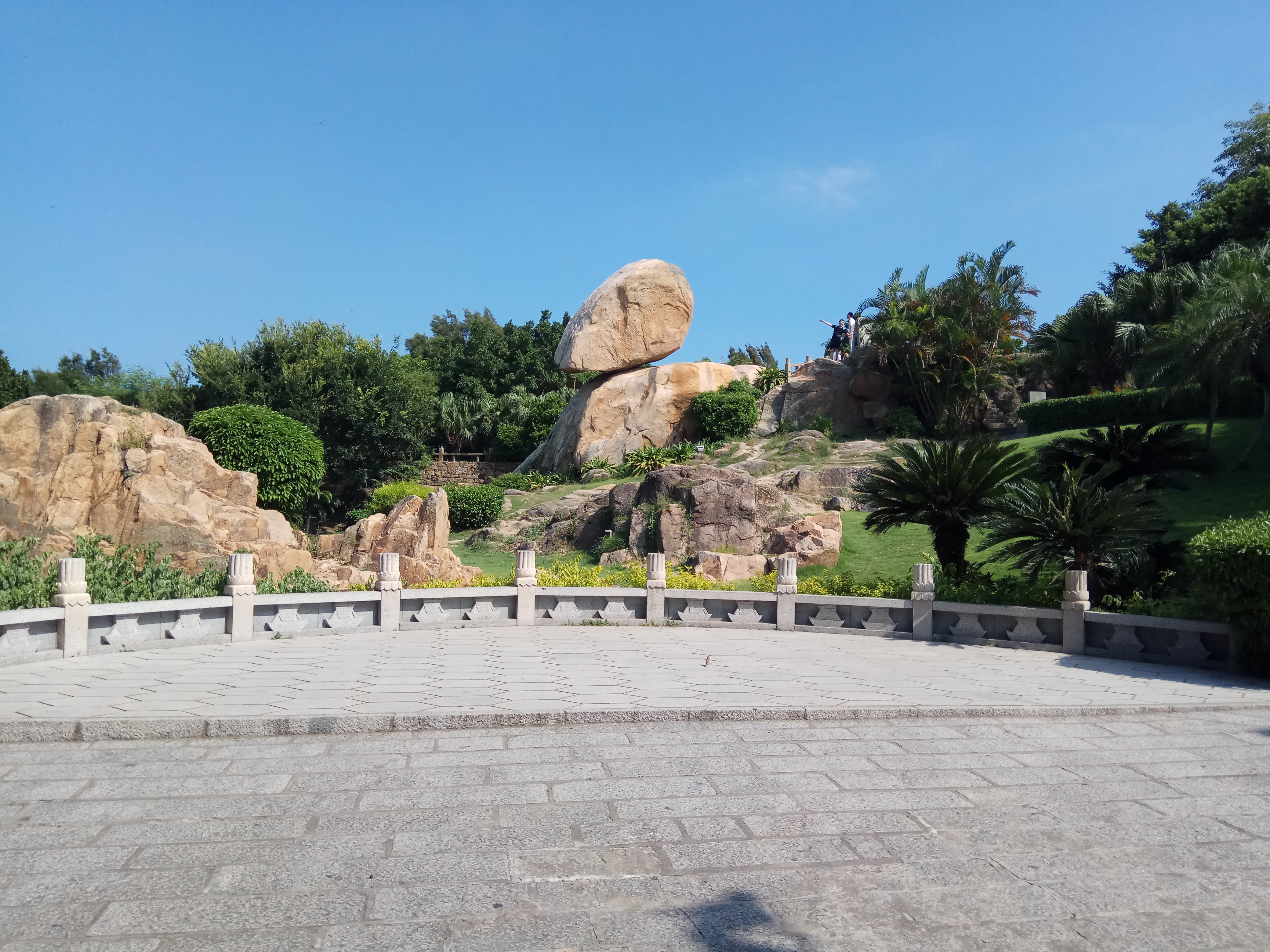
位于中华人民共和国福建省东山县的风动石。

- 中华人民共和国福建省東山县。
- 臺灣桃園市小烏來。
- 臺灣台北市風動石聖公廟
- 臺灣臺中市大坑。
- 緬甸孟邦境。